# Ted Allen
Ted Allen, född 20 maj 1965 i Columbus, Ohio, är en amerikansk kokboksförfattare och TV-personlighet. Han medverkar som matlagningsproffset i realityserien Fab 5. 
Allen växte upp med sina föräldrar och sin syster Lisa i staden Carmel, i Indiana. Länge arbetade han på tidningen Esquire och skrev då i spalten "Things A Man Should Know". Han är även medförfattare till de fyra böcker som bygger på denna spalts innehåll.  
Allen bodde tidigare i Florida, men flyttade upp till New York för att spela in Fab 5. 
Allen gav 2005 ut kokboken The Food You Want to Eat: 100 Smart, Simple Recipes.